# ماري آن ميتلاند
ماري آن ميتلاند هي كاتِبة وشاعرة كندية، ولدت في 26 يناير 1839 في Moray ‏ في المملكة المتحدة، وتوفيت في 24 فبراير 1919 في St. Marys, Ontario ‏ في كندا.